# Saint-Sylvain-d'Anjou
Saint-Sylvain-d'Anjou és un municipi francès situat al departament de Maine i Loira i a la regió de País del Loira. L'any 2007 tenia 4.447 habitants.

## Demografia

### Població
El 2007 la població de fet de Saint-Sylvain-d'Anjou era de 4.447 persones. Hi havia 1.576 famílies de les quals 308 eren unipersonals (120 homes vivint sols i 188 dones vivint soles), 492 parelles sense fills, 684 parelles amb fills i 92 famílies monoparentals amb fills.
La població ha evolucionat segons el següent gràfic:
Habitants censats

### Habitatges
El 2007 hi havia 1.657 habitatges, 1.604 eren l'habitatge principal de la família, 9 eren segones residències i 44 estaven desocupats. 1.424 eren cases i 158 eren apartaments. Dels 1.604 habitatges principals, 1.136 estaven ocupats pels seus propietaris, 459 estaven llogats i ocupats pels llogaters i 9 estaven cedits a títol gratuït; 80 tenien una cambra, 87 en tenien dues, 148 en tenien tres, 317 en tenien quatre i 972 en tenien cinc o més. 1.307 habitatges disposaven pel capbaix d'una plaça de pàrquing. A 592 habitatges hi havia un automòbil i a 861 n'hi havia dos o més.

### Piràmide de població
La piràmide de població per edats i sexe el 2009 era:
| Homes | Edats   | Dones |
| ----- | ------- | ----- |
| 2     | 95 o +  | 6     |
| 6     | 90 a 94 | 15    |
| 12    | 85 a 89 | 40    |
| 17    | 80 a 84 | 25    |
| 42    | 75 a 79 | 45    |
| 62    | 70 a 74 | 60    |
| 73    | 65 a 69 | 82    |
| 106   | 60 a 64 | 112   |
| 89    | 55 a 59 | 86    |
| 122   | 50 a 54 | 138   |
| 148   | 45 a 49 | 134   |
| 219   | 40 a 44 | 191   |
| 229   | 35 a 39 | 246   |
| 132   | 30 a 34 | 174   |
| 91    | 25 a 29 | 90    |
| 124   | 20 a 24 | 92    |
| 180   | 15 a 19 | 186   |
| 223   | 10 a 14 | 268   |
| 212   | 5 a 9   | 204   |
| 127   | 0 a 4   | 131   |

## Economia
El 2007 la població en edat de treballar era de 2.949 persones, 2.077 eren actives i 872 eren inactives. De les 2.077 persones actives 1.937 estaven ocupades (1.022 homes i 915 dones) i 140 estaven aturades (59 homes i 81 dones). De les 872 persones inactives 240 estaven jubilades, 491 estaven estudiant i 141 estaven classificades com a «altres inactius».

### Ingressos
El 2009 a Saint-Sylvain-d'Anjou hi havia 1.613 unitats fiscals que integraven 4.407 persones, la mediana anual d'ingressos fiscals per persona era de 19.575 €.

### Activitats econòmiques
Dels 320 establiments que hi havia el 2007, 2 eren d'empreses extractives, 7 d'empreses alimentàries, 6 d'empreses de fabricació de material elèctric, 26 d'empreses de fabricació d'altres productes industrials, 50 d'empreses de construcció, 66 d'empreses de comerç i reparació d'automòbils, 10 d'empreses de transport, 16 d'empreses d'hostatgeria i restauració, 4 d'empreses d'informació i comunicació, 25 d'empreses financeres, 11 d'empreses immobiliàries, 52 d'empreses de serveis, 32 d'entitats de l'administració pública i 13 d'empreses classificades com a «altres activitats de serveis».
Dels 69 establiments de servei als particulars que hi havia el 2009, 1 era una oficina de correu, 4 oficines bancàries, 9 tallers de reparació d'automòbils i de material agrícola, 1 taller d'inspecció tècnica de vehicles, 1 autoescola, 2 paletes, 6 guixaires pintors, 11 fusteries, 8 lampisteries, 5 electricistes, 1 empresa de construcció, 6 perruqueries, 1 veterinari, 6 restaurants, 5 agències immobiliàries i 2 salons de bellesa.
Dels 17 establiments comercials que hi havia el 2009, 1 era un hipermercat, 2 grans superfícies de material de bricolatge, 2 fleques, 2 carnisseries, 1 una botiga de roba, 3 botigues d'equipament de la llar, 2 botigues d'electrodomèstics, 1 un drogueria i 3 floristeries.
L'any 2000 a Saint-Sylvain-d'Anjou hi havia 54 explotacions agrícoles que ocupaven un total de 567 hectàrees.

## Equipaments sanitaris i escolars
Els 2 equipaments sanitaris que hi havia el 2009 eren farmàcies.
El 2009 hi havia 2 escoles maternals i 2 escoles elementals. A Saint-Sylvain-d'Anjou hi havia 1 col·legi d'educació secundària i 1 liceu d'ensenyament general. Als col·legis d'educació secundària hi havia 499 alumnes i als liceus d'ensenyament general 824.

## Poblacions més properes
El següent diagrama mostra les poblacions més properes.